# Maleise nimmerzat
De Maleise nimmerzat (Mycteria cinerea) is een grote waadvogel uit de familie van de ooievaars. De wetenschappelijke naam van de soort werd in 1822 als Tantalus cinereus door Thomas Stamford Raffles gepubliceerd. Het is een bedreigde soort uit Zuidoost-Azië.

## Kenmerken
De Maleise nimmerzat heeft een lengte tussen de 92 en 97 centimeter lang. Op een afstand lijkt het een geheel witte vogel. Zijn dikke, gelige snavel wijst aan het uiteinde een beetje omlaag. Zijn gezicht heeft een bloedrode kleur, net zoals zijn lange poten. Aan de onderkant van de vleugel heeft hij een dikke, zwarte rand. Deze is alleen tijdens de vlucht te zien.
Onvolwassen vogels hebben een bruiner verenkleed en zijn gestreept op de kop en nek waardoor ze makkelijk te onderscheiden zijn van de volwassen exemplaren. Op de bovenvleugel, te zien als hij staat, heeft hij donkere vlekken. Deze verdwijnen zodra de vogel  ouder wordt. Bovendien hebben bij jonge vogels de poten nog niet hun rode kleur; deze zijn lichtroze.

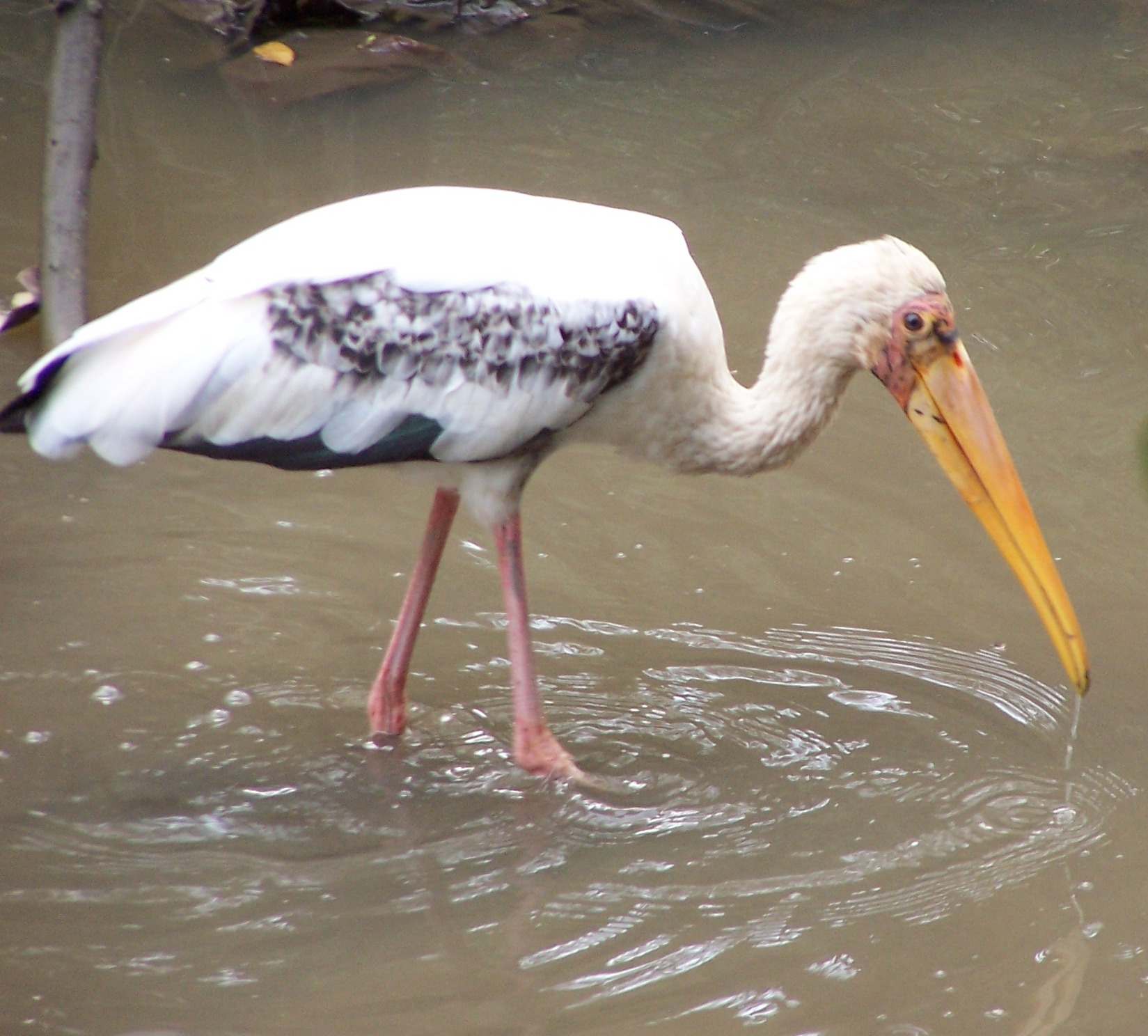
Een onvolwassen Maleise nimmerzat.
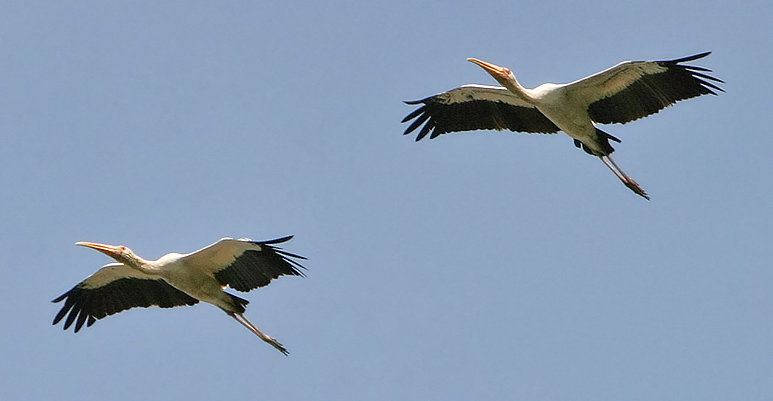
De Maleise nimmerzat in vlucht.

## Verspreiding
De Maleise nimmerzat komt voor in Cambodja en op het schiereiland Malakka en de eilanden Sumatra, Java, Bali, Sumbawa, Sulawesi en Boeton (Indonesië). De grootste populatie bevindt zich op Sumatra, met in 2008/09 misschien nog 1600 exemplaren. 

## Leefgebied
De Maleise nimmerzat is vooral een kustbewoner aan de kusten van Indonesië en Maleisië. Hier bewoont hij de mangroven en de moerassen grenzend aan de kust.
Hij foerageert meestal in zoutwatermoerassen onder invloed van het getij verder in kleine zoetwaterplassen, visvijvers en rijstvelden. Het voedsel bestaat voornamelijk uit schaaldieren, grote insecten, vissen en kikkers. Deze graait hij met zijn dikke snavel uit het water. Verder landinwaarts komt hij meestal niet voor. Alleen in Cambodja bevindt zich een kleine kolonie aan het Tonlé Sapmeer (volgens literatuur uit 2006: 10-20 paar).

## Status
De Maleise nimmerzat heeft dus een sterk versnipperd verspreidingsgebied en daardoor is de kans op uitsterven groot. De grootte van de totale wereldpopulatie werd in 2014 door BirdLife International geschat op hoogstens 1500 volwassen individuen en de populatie-aantallen nemen af door habitatverlies. Het leefgebied wordt aangetast door vernietiging van de mangrovebossen en allerlei andere ontwikkelingen in kustgebieden waarbij natuurlijke bossen en moerassen worden omgezet in gebied voor agrarisch gebruik, infrastructuur en menselijke bewoning. Daarnaast bestaat er jacht op de soort of worden vogels als kuikens gevangen om als huisdier te houden. Om deze redenen staat deze soort als bedreigd op de Rode Lijst van de IUCN.